# Canthon euryscelis
Canthon euryscelis är en skalbaggsart som beskrevs av Bates 1887. Canthon euryscelis ingår i släktet Canthon och familjen bladhorningar. Inga underarter finns listade.